# 麻埠戰鬥
麻埠戰鬥發生於1931年3月19日，地點則是在中國安徽立煌。是第一次国共内战主要戰鬥之一，是國民革命軍对中國工農紅軍的第二次围剿初期的战斗。該戰鬥交戰一方為中華民國國民革命軍，另一方則為中國共產黨所領導之中國工農紅軍。